# Municipio de Wittenburg
El municipio de Wittenburg (en inglés: Wittenburg Township) es un municipio ubicado en el  condado de Alexander en el estado estadounidense de Carolina del Norte. En el año 2010 tenía una población de 10.075 habitantes.

## Geografía
El municipio de Wittenburg se encuentra ubicado en las coordenadas 35°50′28.72″N 81°16′35.77″O / 35.8413111, -81.2766028.